# WWE 디바스 챔피언십

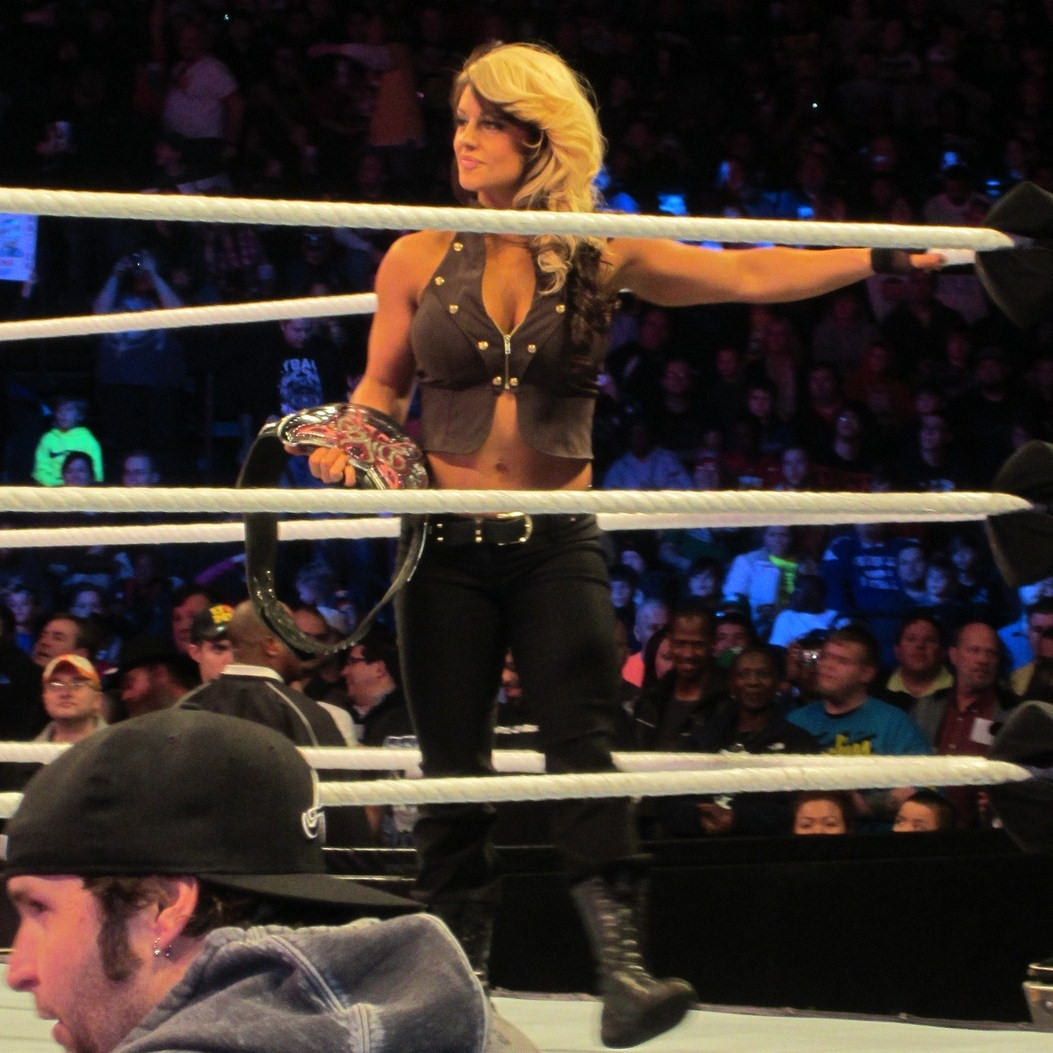

WWE 디바스 챔피언십(WWE Divas championship)은 WWE에 속했던 챔피언십중 하나이며, 구 WWE 위민스 챔피언십이 폐지된 이후 하나만 남게 된 여성 챔피언십이기도 하다. 하지만 새로운 위민스챔피언 나타난이후 폐지하게 된다.

## 역사
2002년 브랜드 확장이후, 여성 타이틀 디비전은 러에서 WWE 위민스 챔피언십밖에 없는 상황이었다. 그래서 2008년에서는 스맥다운의 단장인 비키 게레로가 또 하나의 여성 챔피언십을 만들기 위해서 디바들에게 큰 선물을 전해주었다.
바로 WWE 디바스 챔피언십이 탄생한 것 이었다. 원래 초대 디바스 챔피언은 토리 윌슨 이 되기로 결정되어있었다, 스맥다운 단장의 비키 게레로는 그동안 WWE에서 열심히 일해준 토리 윌슨에게 보답하기 위해 결정한 것이었지만. 2007년 빅토리아와의 경기에서 패배후 크리시 베인의 기습 공격으로 인해 허리 부상을 입은 토리는 몇개월간 공백기를 가지고 수술을 했지만. 공백기에 레슬링에 대한 열정이 사라져 방출을 하게 되면서 초대 디바스 챔피언 계획은 사라지게 되었다. 7월 20일 그레이트 아메리칸 배쉬에서 미셸 맥쿨이 나탈리아를 이기고 초대 디바스 챔피언십으로 등극했다. 2009년 드래프트때 디바스 챔피언이었던 마리즈가 드래프트 로터를 통해 러로 이적하며 러 브랜드에 속해있었다.
2010년 나이트 오브 챔피언스에서 레일라와 미셸 맥쿨이 통합 디바스 챔피언십에 오르게 되자 WWE 위민스 챔피언십은 결국 54년 만에 폐지되었고 현재는 이 타이틀이 여성 타이틀 디비전에서 하나밖에 없게 되었다. 2016년 4월 WWE에서 디바스 디비전을 위민스 디비전으로 개편하기로 결정하면서 폐지되고 과거의 위민스 타이틀과 명칭만 같은 새로운 타이틀이 창설된다.

## 기록들
- 초대 챔피언 : 미셸 맥쿨
- 마지막 챔피언 : 샬럿
- 최장수 챔피언 : 니키 벨라 (301일)
- 최단 기간 챔피언 : 질리안 홀 (0일)
- 최다 챔피언 : 이브 토레스 (3회) & AJ 리 ( 3회 )
- 최중량급 챔피언 : 베스 피닉스 (68kg)
- 최경량급 챔피언 : 켈리 켈리 (49kg)
- 최고령 챔피언 : 레일라 (35세 140일)
- 최연소 챔피언 : 페이지 (23세 84일)

## 역대 챔피언
- 미셸 맥쿨 (초대 챔피언)
- 마리즈
- 미키 제임스
- 질리안 홀
- 멜리나 페레즈
- 이브 토레스
- 얼리샤 폭스
- 나탈리아
- 브리 벨라
- 켈리 켈리
- 베스 피닉스
- 니키 벨라
- 레일라
- 케이틀린
- AJ 리
- 페이지
- 샬럿 (마지막 챔피언)

## 같이 보기
- WWE 위민스 챔피언십 (1956년~2010년)
- WWE 위민스 챔피언십 (2023년)
- WWE 위민스 월드 챔피언십
- WWF 위민스 태그팀 챔피언십
- WWE 위민스 태그팀 챔피언십
- WWE NXT 위민스 챔피언십
- TNA 녹아웃 월드 챔피언십
- TNA 녹아웃 월드 태그팀 챔피언십
- GFW 위민스 챔피언십
- AEW 위민스 월드 챔피언십